# Ctenochiton chelyon
Ctenochiton chelyon är en insektsart som beskrevs av Henderson, Hodgson in och Hodgson 2000. Ctenochiton chelyon ingår i släktet Ctenochiton och familjen skålsköldlöss. Inga underarter finns listade i Catalogue of Life.